# Dysdera crocata
Espèce
Synonymes
- Dysdera crocota C. L. Koch, 1838
- Dysdera interrita Hentz, 1842
- Dysdera gracilis Nicolet, 1849
- Dysdera wollastoni Blackwall, 1864
- Dysdera caerulescens C. Koch, 1874
- Dysdera magna Keyserling, 1877
- Dysdera australiensis Rainbow, 1900
- Dysdera sternalis Roewer, 1928
- Dysdera cretica Roewer, 1928
- Dysdera menozzii Caporiacco, 1937
- Dysdera palmensis Schmidt, 1982
- Dysdera inaequuscapillata Wunderlich, 1992

Dysdera crocata, la Dysdère armée,  est une espèce d'araignées aranéomorphes de la famille des Dysderidae.

## Distribution

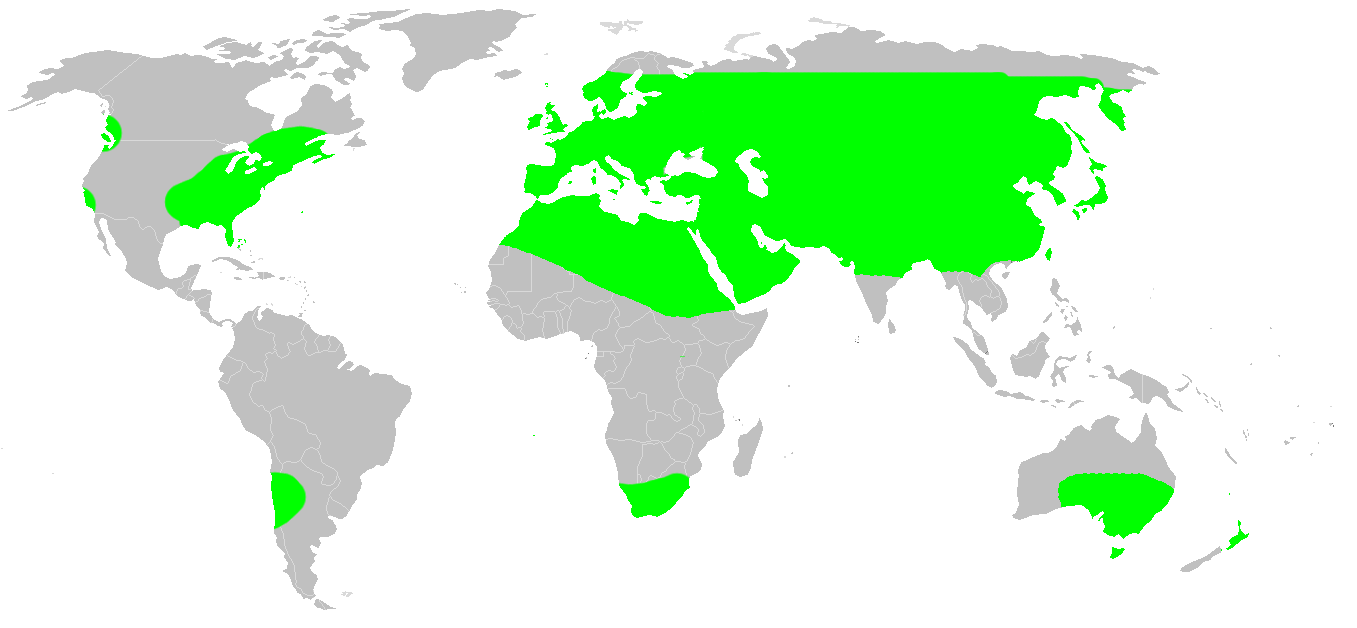
Distribution

Dysdera crocata est presque cosmopolite par introduction.
Cette espèce se rencontre en Europe, en Afrique du Nord, au Moyen-Orient et en Asie centrale.
Elle a été introduite en Amérique du Nord, au Brésil, au Chili, en Afrique du Sud, en Australie, en Nouvelle-Zélande et à Hawaï.
Selon Deeleman-Reinhold et Deeleman en 1988, elle est originaire d'Europe et a été diffusée de par le monde par voie maritime.

## Description

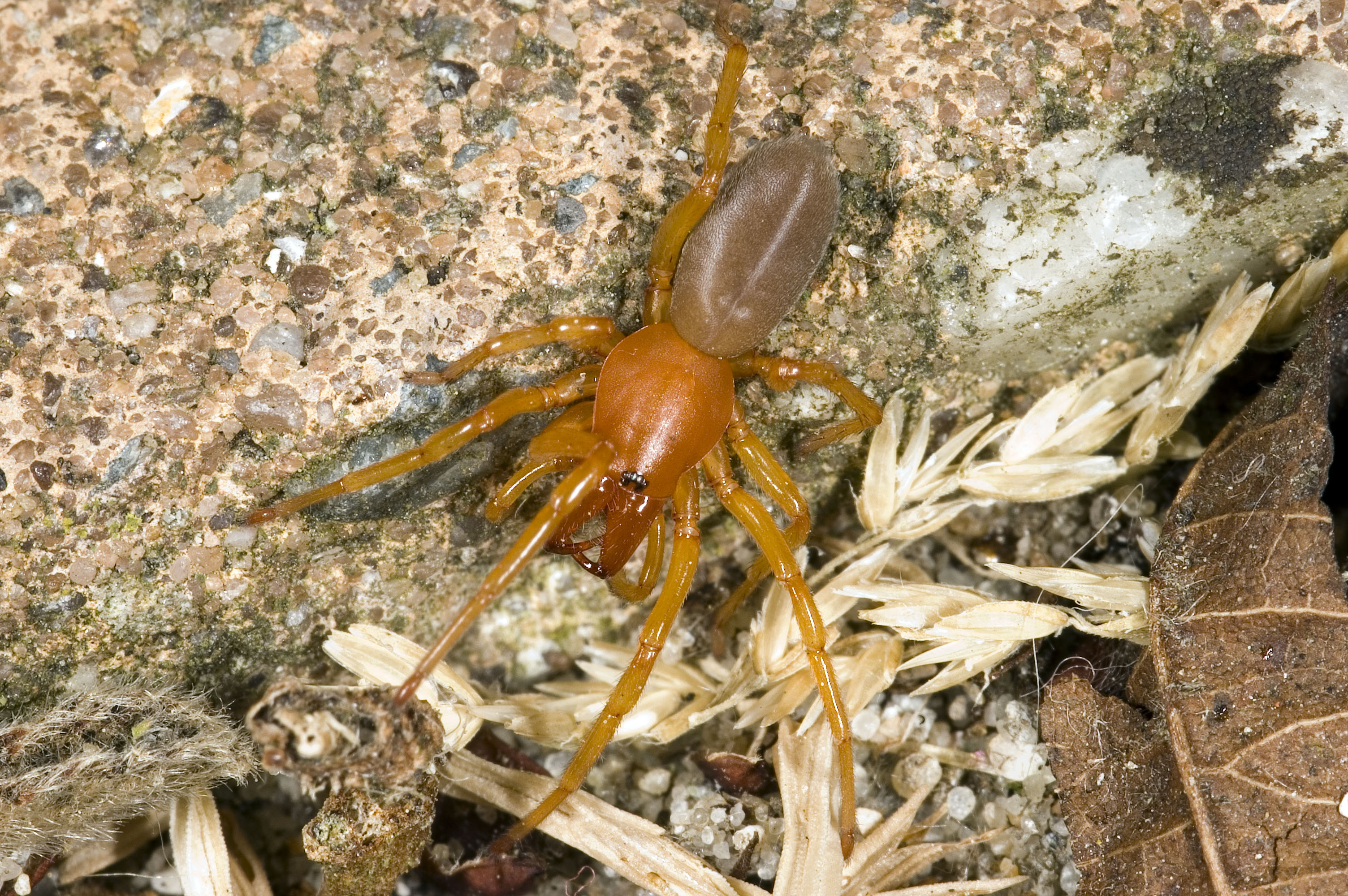
Dysdera crocata ♀

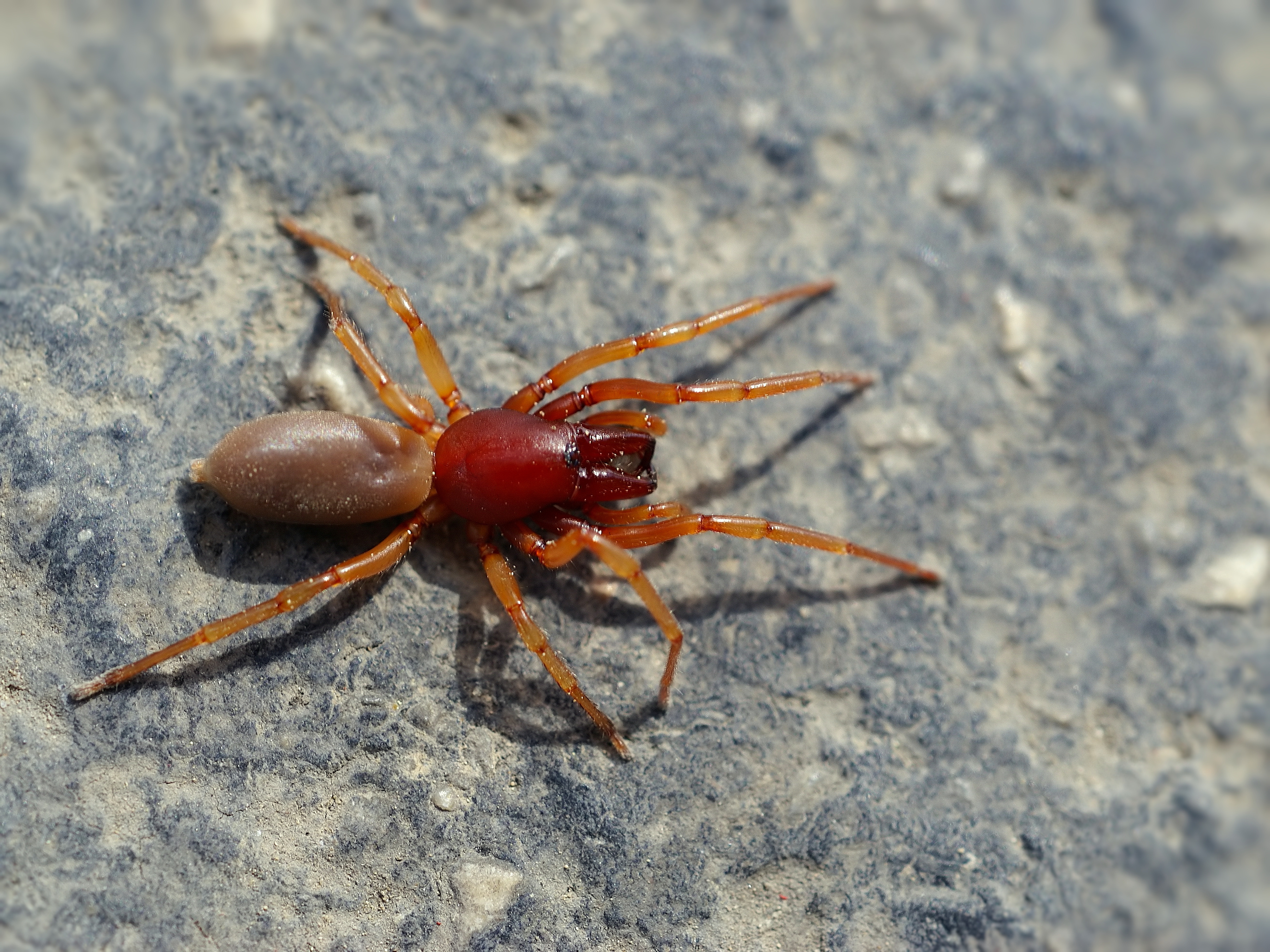
Dysdera crocata ♂

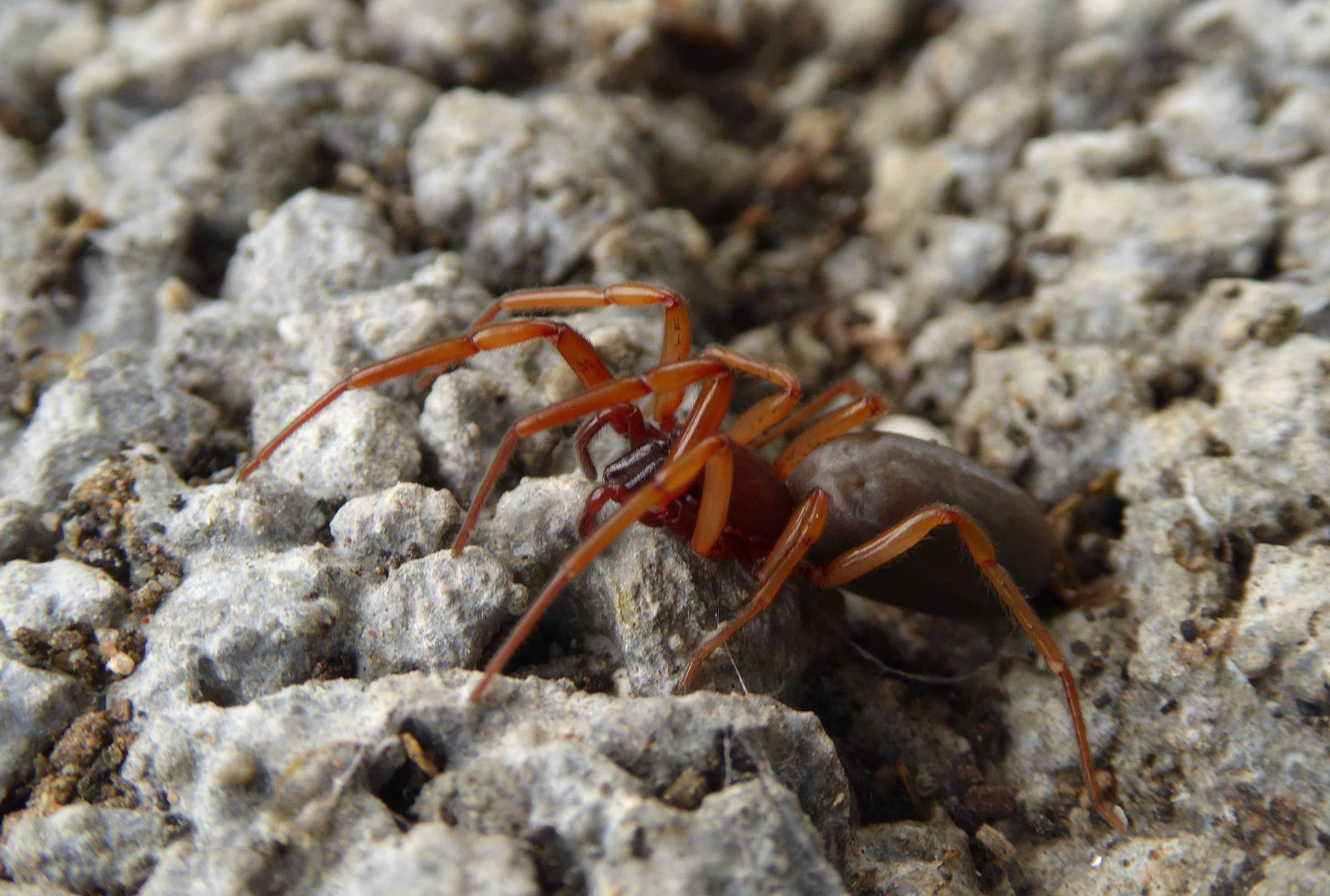
Dysdera crocata

Les mâles mesurent de 9 à 10 mm et les femelles de 11 à 15 mm.
On peut observer la présence d'une à trois épines sur la base du fémur IV. Les chélicères font de plus de 50 % du céphalothorax.

## Éthologie
Elle chasse les cloportes la nuit, qu'elle capture avec ses énormes chélicères mais pour autant ces crustacés ne sont pas leur unique source de nourriture.
Ce sont des araignées errantes nocturnes qui passent la journée enfermées dans une loge de soie placée dans la litière, sous les pierres, ou encore, plus rarement, sous les écorces soulevées près du sol.
Le venin de la dysdère armée est un venin neurotoxique qui agit uniquement sur les invertébrés. Il est donc inoffensif pour les humains. Les crochets sont assez longs pour percer la peau mais il n’y a aucun risque d’envenimation par cette espèce. De plus cette espèce est peu agressive et préférera la fuite que de gaspiller son venin.

La morsure n’est pas très douloureuse et ne provoque pas de rougeur ou d’irritations.

## Liste des sous-espèces
Selon World Spider Catalog (version 23.5, 10/01/2023) :
- Dysdera crocata crocata C. L. Koch, 1838
- Dysdera crocata mutica Simon, 1911 d'Algérie
- Dysdera crocata parvula Simon, 1911 d'Algérie

## Systématique et taxinomie
Cette espèce a été décrite par C. L. Koch en 1838.
Dysdera australiensis a été placée en synonymie par Hickman en 1967.
Dysdera cretica, Dysdera sternalis et Dysdera menozzii ont été placées en synonymie par Deeleman-Reinhold et Deeleman en 1988.
Dysdera palmensis a été placée en synonymie par Arnedo, Oromí et Ribera en 1997.
Dysdera inaequuscapillata a été placée en synonymie par Arnedo et Ribera en 1999.
Dysdera wollastoni a été placée en synonymie par Arnedo, Oromí et Ribera en 2000.
Dysdera magna a été placée en synonymie par Řezáč, Král et Pekár en 2008.

## Publications originales
- C. L. Koch, 1838 : Die Arachniden. Nürnberg, Vierter Band, p. 109-144, Funfter Band, p. 1-124 (texte intégral).
- Simon, 1911 : « Catalogue raisonné des arachnides du nord de l'Afrique (1re partie). » Annales de la Société entomologique de France, vol. 79, p. 265-332 (texte intégral).